# Lisbeth Korsmová
Lisbeth Korsmová (14. ledna 1948 Oslo – 22. ledna 2017), rodným jménem Bergová, byla norská rychlobruslařka.
V mezinárodních závodech se poprvé objevila v roce 1965, o rok později již startovala na Mistrovství světa ve víceboji, kde skončila na 15. místě. V roce 1968 se poprvé zúčastnila Zimních olympijských her, jejím nejlepším výkonem byla 11. příčka na trati 500 m. Na Mistrovství světa ve sprintu debutovala v roce 1970, tehdy byla také osmá na Mistrovství Evropy a šestá na světovém vícebojařském šampionátu. Svého nejlepšího umístění na všech mistrovství v kariéře dosáhla v roce 1971, kdy byla pátá na evropském a světovém ve víceboji a šestá na světovém ve sprintu. Startovala na zimní olympiádě 1972, kde byla nejlépe devatenáctá na tratích 500 a 1500 m. Ze zimní olympiády 1976 si odvezla bronzovou medaili ze závodu na 3000 m, na poloviční trati byla čtvrtá. V dalších letech byla nejlépe šestá na Mistrovství světa ve víceboji 1977. Zúčastnila se i svých čtvrtých Zimních olympijských her v roce 1980, kde bylo jejím nejlepším výsledkem 14. místo v závodě na 1500 m. Výrazných úspěchů dosáhla na mistrovství Norska jak ve víceboji, tak ve sprintu, které celkem 13krát vyhrála. Naposledy startovala na norském sprinterském šampionátu v roce 1982, poté ukončila kariéru.
Zemřela dne 22. ledna 2017 ve věku 69 let.